# Bombhund

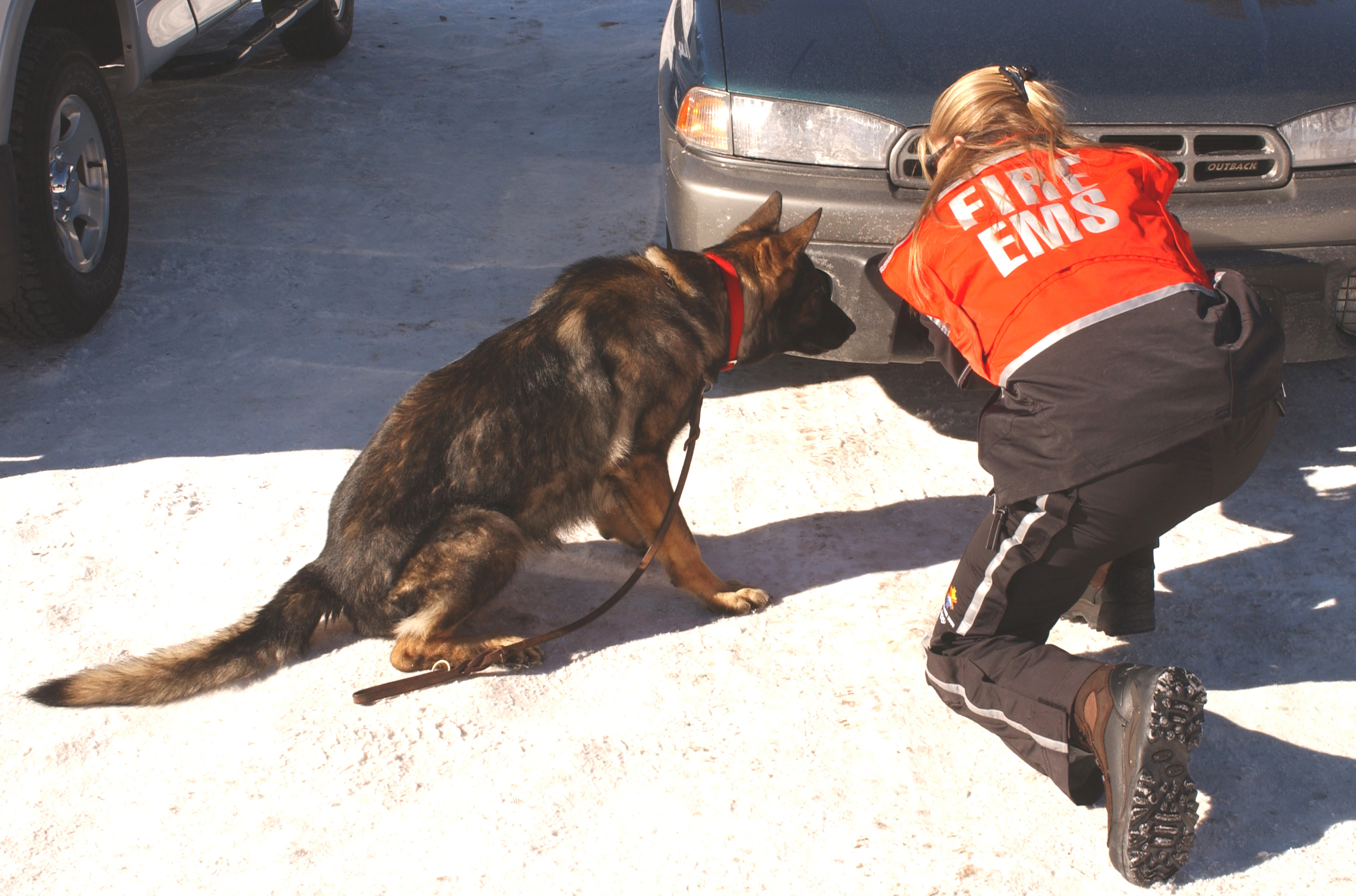
Sprängämneshund i samarbete med sin förare.

Bombhund eller minhund (med mera) är en tjänstehund som tränats att med hjälp av luktsinnet söka efter bomber, minor, sprängämnen, skjutvapen eller ammunition och markerar läget för dessa. Förutom de traditionella brukshundsraserna är vanliga hundraser labrador retriever, flatcoated retriever, springer spaniel och cocker spaniel.
Polisen och Tullverket använder främst bombhundar medan Försvarsmakten och Myndigheten för samhällsskydd och beredskap (MSB) använder minhundar. De tre förstnämnda organisationerna använder även ammunitionssökhundar (eller amsökhundar) och vapensökhundar. Minhundar är viktiga vid  internationella insatser.
Bombhundar används för att säkra byggnader, till exempel inför statsbesök, och sätts bland annat in vid bombhot.
De vanligaste minhundarna används vid minröjning. Hundar är många gånger effektivare än människor för detta ändamål och kan till skillnad från en metalldetektor känna skillnad på metall och sprängämnen. Dessa hundar kallas även ytsökande hundar eller långlinehundar. Metoden går ut på att hunden i lina skickas ut på en rak linje, när den sökt av sträckan återvänder den till hundföraren och skickas sedan ut på nytt.
En variant av minhund är den klassiska minhunden som jobbar i ett Mine Rescue Team (MRT). Dessa används för att undsätta skadade som fastnat i minfält. Hundens uppgift är då att söka fri väg för räddningspersonalen.
Polisens hundar utbildas internt. Försvaret utbildar sina hundar hos Försvarsmaktens hundtjänstenhet och Tullverket sina i Stockholm. MSB köper färdigtränade hundar från Norsk Folkehjelps internationella träningscenter (Norwegian Peoples Aid Global Training Center, NPA) i Bosnien och Hercegovina. Totalförsvarets forskningsinstitut (FOI) har projekt för att utveckla metoderna för att utbilda minhundar.
Hundar med liknande uppgifter är röksökhundar och gashundar som används inom räddningstjänsten. Röksökhundar kan visa till exempel i vilken lägenhet det brinner och gashundar används för att hitta gasläckor.